# Powiat łódzki
Powiat łódzki – powiat utworzony przez władze rosyjskie w 1867 roku i istniejący do roku 1975 na terenie obecnych powiatów: łódzkiego wschodniego, pabianickiego, zgierskiego, łaskiego i piotrkowskiego. Jego ośrodkiem administracyjnym była Łódź, która nie była częścią powiatu, ponieważ stanowiła miasto wydzielone jako gmina na prawach powiatu.
W skład powiatu wchodziły miasta: Aleksandrów Łódzki, Konstantynów Łódzki, Tuszyn i Rzgów (wówczas wieś) oraz gminy Andrespol, Brójce, Czarnocin, Lutomiersk i Nowosolna (razem z wykluczoną z niej dziś Nowosolną). Powiat wchodził w skład guberni piotrkowskiej (1867–1915), woj. łódzkie (1919–1939) i woj. łódzkiego (1945–1975).
Po reformie administracyjnej w 1975 roku terytorium powiatu zostało podzielone pomiędzy nowe (dużo mniejsze) województwo łódzkie, województwo piotrkowskie oraz województwo sieradzkie. Powiat ziemski z siedzibą w Łodzi przywrócono w roku 1999 pod nazwą powiat łódzki wschodni, w granicach obejmujących w przybliżeniu wschodnią część dawnego powiatu łódzkiego (gminy Koluszki, Rzgów, Tuszyn, Andrespol, Brójce i Nowosolna). Łódź została miastem na prawach powiatu.

## Starostowie
- Antoni Remiszewski (1919–1926)
- Jan Dychdalewicz (1926–1927)
- Aleksy Rżewski (1927–1933)
- Wincenty Makowski (1933–1937)
- Franciszek Denys (1938–1939)